# William Logan
William Frederick „Willy” Logan (ur. 15 marca 1907 w Saint John – zm. 6 listopada 1955 w Sackville) – kanadyjski łyżwiarz szybki, dwukrotny medalista olimpijski.

## Kariera
Największe sukcesy w karierze William Logan osiągnął w 1932 roku, kiedy podczas igrzysk olimpijskich w Lake Placid zdobył dwa brązowe medale. W biegu na 1500 m wyprzedzili go tylko Jack Shea z USA oraz inny Kanadyjczyk, Alexander Hurd. Na dystansie 5000 m także zajął trzecie miejsce, lepsi byli jedynie dwaj Amerykanie: Irving Jaffee oraz Eddie Murphy. Na tych samych igrzyskach był też piąty w biegach na 500 m i 10 000 m. Na rozgrywanych cztery lata wcześniej igrzyskach olimpijskich w Sankt Moritz jego najlepszym wynikiem było jedenaste miejsce w biegu na 500 m.